# Фінал кубка СРСР з футболу 1958
18-й фінал кубка СРСР відбувся на Центральному стадіоні в Москві 2 листопада 1958 року. У грі взяли участь московські команди «Спартак» і «Торпедо». На матчі були присутні 110 тисяч глядачів.

## Претенденти
«Спартак» (Москва)
- Чемпіон СРСР (6): 1936 (o), 1938, 1939, 1952, 1953, 1956.
- Володар кубка СРСР (5): 1938, 1939, 1946, 1947, 1950.

«Торпедо» (Москва)
- Володар кубка СРСР (2): 1949, 1952.

## Деталі
| 2.11.1958 |

| «Спартак» М | 1 – 0 | «Торпедо» М |
| ----------- | ----- | ----------- |
| Симонян 98' | Звіт  |             |

| Центральний стадіон (Москва) Глядачів: 110 000 Арбітр: Демченко (Москва) |

| СПАРТАК       |                     |
|               |                     |
| ВР            | Валентин Івакін     |
| ЗХ            | Олексій Парамонов   |
| ЗХ            | Анатолій Масльонкін |
| ЗХ            | Анатолій Солдатов   |
| ПЗ            | Віктор Чистяков     |
| ПЗ            | Ігор Нетто          |
| НП            | Іван Мозер          |
| НП            | Анатолій Ісаєв      |
| НП            | Микита Симонян      |
| НП            | Сергій Сальников    |
| НП            | Анатолій Ільїн      |
| Тренер:       |                     |
| Микола Гуляєв |                     |

| ТОРПЕДО       |                   |                  |
|               |                   |                  |
| ВР            | Альберт Денисенко |                  |
| ЗХ            | Олександр Медакін |                  |
| ЗХ            | Віктор Шустиков   |                  |
| ЗХ            | Юрій Соколов      |                  |
| ПЗ            | Олександр Гришин  |                  |
| ПЗ            | Микола Сенюков    |                  |
| НП            | Слава Метревелі   |                  |
| НП            | Валентин Іванов   |                  |
| НП            | Геннадій Гусаров  |                  |
| НП            | Юрій Фалін        | Замінений        |
| НП            | Віталій Арбутов   |                  |
| Заміна:       |                   |                  |
| НП            | Олег Сергєєв      | Вийшов на заміну |
| Тренер:       |                   |                  |
| Віктор Маслов |                   |                  |